# Епархија крушевачка
Епархија крушевачка је епархија Српске православне цркве.
Надлежни архијереј је епископ Давид (Перовић), а сједиште епархије се налази у Крушевцу гдје је и Саборна црква.

## Историја
Епархија Крушевачка је постојала у време Светога Саве у 13. веку. Епархија је обновљена 19. новембра 2010. одлуком Светог архијерејског сабора Српске православне цркве од дијелова Нишке, Шумадијске, Браничевске и Жичке епархије. Након оснивања епархије донесена је одлука да ће први епископ бити изабран на сљедећем редовном прољећном засједању Светог архијерејског сабора, а до тада је за администратора постављен епископ жички Хризостом (Столић).
Дана 13. фебруара 2010. одржана је оснивачка сједница и званично је прочитан акт о оснивању епархије. За новог администратора је постављен епископ шумадијски Јован (Младеновић). На сједници су изабрани чланови Епархијског црквеног суда, Епархијског савјета и Епархијског управног одбора.
Дана 26. мајa 2011. на редовном Светом архијерејском сабору на мјесто владике у новооснованој Крушевачкој епархији постављен је јерођакон Давид Перовић, доцент Богословског факултета у Београду.

## Намјесништва
Епархија крушевачка се састоји од пет архијерејских намјесништава: Крушевачког, Ћићевачког, Трстеничког, Жупског и Темнићког.
У епархији се налази 61 парохија из Бруса, Александровца, Трстеника, Варварина, Ћићевца, Ражња и Крушевца.

## Манастири
1. Бошњане,
2. Велика Дренова,
3. Велуће,
4. Грабово,
5. Дренча,
6. Жилинци,
7. Коморане,
8. Лепенац,
9. Лешје,
10. Љубостиња,
11. Макрешане,
12. Милентија,
13. Мрзеница,
14. Наупаре,
15. Петина,
16. Плеш,
17. Руденица,
18. Својново,
19. Стрмац.
20. Сталаћ

## Епископ
| Портрет | Име и презиме | Време службе |
| ------- | ------------- | ------------ |
|         | Давид Перовић | од 2011      |